# Z/OS
z/OS est un système d'exploitation développé pour les ordinateurs centraux 64 bits zSeries par IBM en 2001. C'est le successeur du système OS/390. z/OS est une combinaison de MVS et d'UNIX System Services.

## Versions
z/OS a fait son apparition en 1960 et a changé plusieurs fois de nom (en fonction des versions) au cours des années :
- MFT (Multiprogramming with a Fixed number of Tasks),
- MVT (Multiprogramming with a Variable number of Tasks),
- SVS (Single Virtual Storage),
- MVS (Multiple Virtual Storage),
- MVS/370,
- MVS/XA (Extended Architecture) (1981)
- MVS/ESA (Enterprise Systems Architecture).
- OS/390 (1996)
- z/OS

Toutes ces versions sont appelées indistinctement MVS.

## But
z/OS a été conçu pour les ordinateurs centraux 64 bits d'IBM. On le retrouve dans le  système d'information des banques, assurances, mutuelles, industries automobiles, distributeurs, par exemple au sein de : AGF, AG2R La Mondiale, Air France, Arcelor, BNP Paribas, BRED Banque populaire, Groupe Caisse d'épargne, Cetelem, Crédit agricole, Crédit mutuel, Fnac, Gan, Groupama, La Poste, MAAF, Manpower, Matmut, Natixis, PROBTP, PSA Peugeot, Citroën, Renault, Société générale .

## Système de fichiers
Le système de fichiers de z/OS, hérité de MVS, gère les fichiers avec un système de catalogue, de manière hiérarchique pour les VSAM et bibliothèques, mais aussi non hiérarchique sans répertoires ni arborescences de fichiers pour les dsn. Les fichiers sont identifiés par leur dsn, acronyme signifiant Data Set Name. Un dsn est composé de plusieurs qualifieurs (d'au plus 8 caractères de long) connectés par un point, dont le premier (HLQ) est généralement défini en tant qu'ALIAS dans un catalogue. Il peut être complété par le second et le troisième, on parle de Multi Level Alias. 
Un nom d'un fichier représente une chaîne de caractères (44 maximum) séparés par des points.
Les fichiers d'un système z/OS sont traités par différentes méthodes d'accès en fonction de leur type.
Un fichier VSAM sera traité avec la méthode d'accès VSAM (Virtual Storage Access Method), ce sont principalement des fichiers linéaires (Linear Dataset), indexés par des clefs (KSDS) ou en accès direct par numéro d'enregistrement (RRDS) ou vu comme des fichiers séquentiels (ESDS).
Un fichier partitionné utilisé pour des bibliothèques par exemple sera traité par deux méthodes d'accès: BSAM pour le contenu des membres de la bibliothèque, QSAM pour les E/S faites sur chaque membre d'un PDS. Il est formé d'un index (directory) suivi des données.
D'autre part, les arborescences de fichiers Unix sont supportées par UNIX System Services, qui repose en fait sur un système de fichiers MVS particulier (HFS ou zFS).
z/OS utilise de façon native la codification EBCDIC.